# Liste der Mitglieder des Sächsischen Landtags 1845/46
Diese Liste gibt einen Überblick über die Mitglieder des Sächsischen Landtags des Jahres 1845/46.

## Zusammensetzung der I. Kammer

### Präsidium
- Präsident: Albert von Carlowitz
- Vizepräsident: Friedrich Freiherr von Friesen
- 1. Sekretär: Gustav Heinrich Freiherr von Biedermann
- 2. Sekretär: Paul August Ritterstädt

### Vertreter des Königshauses und der Standesherrschaften
| Besitz oder Institution                                      | Abgeordneter                                  | Bemerkungen |
| ------------------------------------------------------------ | --------------------------------------------- | ----------- |
| Sächsisches Königshaus                                       | Prinz Johann                                  |             |
| Besitzer der Standesherrschaft Königsbrück                   | Peter Alfred Graf von Hohenthal               |             |
| Besitzer der Standesherrschaft Reibersdorf                   | Kurt Heinrich Ernst Graf von Einsiedel        |             |
| Besitzer der Herrschaft Wildenfels                           | Friedrich Graf zur Lippe                      |             |
| Vertreter der vier Schönburgischen Lehnsherrschaften         | Graf Heinrich Gottlob Otto Herr von Schönburg |             |
| Bevollmächtigter der fünf Schönburgischen Rezessherrschaften | Friedrich Theodor von Criegern                |             |
| Vertreter der Universität Leipzig                            | Karl Friedrich Günther                        |             |

### Vertreter der Geistlichkeit
| Amt                                  | Abgeordneter                            | Bemerkungen |
| ------------------------------------ | --------------------------------------- | ----------- |
| Evangelischer Oberhofprediger        | Christoph Friedrich von Ammon           |             |
| Dekan des Domstifts zu Bautzen       | Joseph Dittrich                         |             |
| Superintendent zu Leipzig            | Christian Gottlob Lebrecht Großmann     |             |
| Vertreter des Kollegiatstifts Wurzen | Gustav Heinrich Freiherr von Biedermann |             |
| Vertreter des Hochstifts Meißen      | Ernst von Nostitz                       |             |

### Auf Lebenszeit gewählte Abgeordnete der Rittergutsbesitzer
| Wahlbezirk            | Abgeordneter                                                               | Bemerkungen |
| --------------------- | -------------------------------------------------------------------------- | ----------- |
| Meißner Kreis         | Gottlob Friedrich von Thielau                                              |             |
| Meißner Kreis         | Ernst Gottlob von Heynitz                                                  |             |
| Meißner Kreis         | Dietrich von Miltitz                                                       |             |
| Erzgebirgischer Kreis | Christian Friedrich Meinhold                                               |             |
| Erzgebirgischer Kreis | Caspar Carl Philipp Utz von Schönberg                                      |             |
| Oberlausitz           | Gottlob Heinrich von Minkwitz                                              |             |
| Oberlausitz           | Wilhelm Carl Heinrich von Polenz                                           |             |
| Oberlausitz           | Egon Heinrich Gustav von Schönberg, genannt Freiherr von Bibran und Modlau |             |
| Leipziger Kreis       | Heinrich Wilhelm Crusius                                                   |             |
| Leipziger Kreis       | Karl Friedrich Anton Graf von Hohenthal                                    |             |
| Vogtländischer Kreis  | Friedrich Ernst von Schönfels                                              |             |
| Vogtländischer Kreis  | Carl von Metzsch                                                           |             |

### Rittergutsbesitzer durch Königliche Ernennung
- Alexander Anger
- Heinrich Otto von Erdmannsdorf
- Friedrich Freiherr von Friesen
- Hans Adolph von Hartitzsch
- Hans Friedrich Curt von Lüttichenau
- Wilhelm Eberhard Ferdinand von Pflugk
- Curt Ernst von Posern
- Rudolph Friedrich Theodor von Watzdorf
- Curt Robert Freiherr von Welck
- Ludwig Friedrich Ferdinand von Zedtwitz

### Magistratspersonen
| Wahlbezirk | Abgeordneter                                 | Bemerkungen |
| ---------- | -------------------------------------------- | ----------- |
| Dresden    | Karl Balthasar Hübler, Bürgermeister         |             |
| Leipzig    | Johann Carl Groß, Bürgermeister              |             |
| Freiberg   | Ernst Wilhelm Bernhardi, Bürgermeister       |             |
| Leisnig    | Carl Moritz Mirus, Bürgermeister             |             |
| Pirna      | Paul August Ritterstädt, Bürgermeister       |             |
| Plauen     | Ernst Wilhelm Gottschald, Bürgermeister      |             |
| Bautzen    | Adolph Traugott Eduard Starke, Bürgermeister |             |
| Chemnitz   | Siegismund Moritz Schanz, Bürgermeister      |             |

## Zusammensetzung der II. Kammer

### Präsidium
- Präsident: Alexander Karl Herrmann Braun
- Vizepräsident: Christian Gottlieb Eisenstuck
- 1. Sekretär: Friedrich Theophil Hensel
- 2. Sekretär: Carl Hugo Tzschucke

### Abgeordnete der Rittergutsbesitzer
| Wahlbezirk            | Abgeordneter                                           | stellvertretender Abgeordneter          | Bemerkungen |
| --------------------- | ------------------------------------------------------ | --------------------------------------- | ----------- |
| Erzgebirgischer Kreis | Rudolf Benno von Römer                                 | Carl Friedrich Hildebrand von Einsiedel |             |
| Erzgebirgischer Kreis | Johann Carl Wilhelm Graf von Ronnow                    | Carl Friedrich Curt von Seidewitz       |             |
| Erzgebirgischer Kreis | Eduard Heinrich von Schönfels                          | Carl Jockisch-Scheuereck                |             |
| Leipziger Kreis       | Friedrich Wilhelm Georg aus dem Winkel                 | Hermann von Abendroth                   |             |
| Leipziger Kreis       | Theodor Alexander Platzmann                            | Julius Innocenz von Einsiedel           |             |
| Leipziger Kreis       | Ludwig Wilhelm Ferdinand von Beschwitz                 | Hermann Freiherr von Friesen            |             |
| Leipziger Kreis       | August Ferdinand Stockmann                             | Moritz Clauß                            |             |
| Meißner Kreis         | Friedrich von Berlepsch                                | Friedrich August von Globig             |             |
| Meißner Kreis         | Heinrich Adolph Sahrer von Sahr                        | Carl August Rittner                     |             |
| Meißner Kreis         | Eduard van der Beeck                                   | Bernhard Freiherr von Rochow            |             |
| Meißner Kreis         | Carl Ferdinand Leopold Sigismund Edler von der Planitz | Julius Bernhard von Könneritz           |             |
| Meißner Kreis         | Friedrich Wilhelm Schäffer                             | Ludwig Eduard Victor von Zehmen         |             |
| Oberlausitz           | Anton Gustav Freiherr von Gablenz                      | Carl Moritz Brescius                    |             |
| Oberlausitz           | Joseph Woldemar von Zezschwitz                         | Friedrich Theodor von Criegern          |             |
| Oberlausitz           | Warner Reinhold Geißler                                | Paul Hermann                            |             |
| Oberlausitz           | Carl Wilhelm Traugott von Mayer                        | Julius von Glaß                         |             |
| Oberlausitz           | Heinrich Erdmann August von Thielau                    | Carl Wilhelm von Standfest              |             |
| Vogtländischer Kreis  | Heinrich Ludolph Kasten                                | Friedrich Wilhelm Adler                 |             |
| Vogtländischer Kreis  | Friedrich Wilhelm von der Heydte                       | Alexander August von Beulwitz           |             |
| Vogtländischer Kreis  | August Jani                                            | Friedrich Wilhelm Michaelis             |             |

### Abgeordnete der Städte
| Wahlbezirk | Abgeordneter                       | stellvertretender Abgeordneter     | Bemerkungen                                                                      |
| ---------- | ---------------------------------- | ---------------------------------- | -------------------------------------------------------------------------------- |
| 1          | Friedrich Rudolph Sörnitz          | Wilhelm Anton                      |                                                                                  |
| 2          | Carl Ferdinand Heuberer            | Carl Friedrich Wilhelm Schmiedtgen |                                                                                  |
| 3          | Carl Schwabe                       | Georg Friedrich Wehner             |                                                                                  |
| 4          | Christian Friedrich Traugott Klien | Julius Theodor Schmidt             |                                                                                  |
| 5          | Carl Hugo Tzschucke                | Franz Ludwig Siegel                |                                                                                  |
| 6          | Wilhelm Michael Schaffrath         | Carl Gottfried Kuntzsch            |                                                                                  |
| 7          | Hermann Adolph Klinger             | Carl Ferdinand Hering              |                                                                                  |
| 8          | Carl Friedrich Sachße              | Robert Beyer                       |                                                                                  |
| 9          | Carl August Erchenbrecher          | Gottfried Wilhelm Nägler           |                                                                                  |
| 10         | Carl Friedrich Metzler             | Jakob Georg Bodemer                |                                                                                  |
| 11         | Johann August Scheibner            | Emil Christian Hänel               |                                                                                  |
| 12         | Anton Voß                          | Friedrich Gustav Weidauer          |                                                                                  |
| 13         | Friedrich Schumann                 | Johann Heinrich Köster             |                                                                                  |
| 14         | Robert Scharf                      | Johann Christian Haberkorn         |                                                                                  |
| 15         | Martin Gotthard Oberländer         | Carl Gottlieb Schmelzer            |                                                                                  |
| 16         | Gottlob Grimm                      | Carl Adolph Beutler                |                                                                                  |
| 17         | Alexander Karl Herrmann Braun      | Franz August Mammen                |                                                                                  |
| 18         | Carl Todt                          | Wilhelm Becker                     |                                                                                  |
| 19         | Friedrich Theophil Hensel          | Carl Friedrich Domsch              |                                                                                  |
| 20         | Adolph Ernst Hensel                | Gustav Woldemar Kretzschmar        |                                                                                  |
| Chemnitz   | Franz Xaver Rewitzer               | Magnus Ottomar Kölz                |                                                                                  |
| Dresden    | Christian Gottlieb Eisenstuck      | Carl Julius Küttner                | exakte Benennung des Dresdner Wahlbezirks erfolgt in vorliegenden Quellen nicht  |
| Dresden    | Carl Ludwig Meisel                 | Gottfried Jordan                   | exakte Benennung des Dresdner Wahlbezirks erfolgt in vorliegenden Quellen nicht  |
| Leipzig    | Karl Heinrich Haase                | Robert Julius Vollsack             | exakte Benennung des Leipziger Wahlbezirks erfolgt in vorliegenden Quellen nicht |
| Leipzig    | Heinrich Brockhaus                 | Georg Friedrich Fleischer          | exakte Benennung des Leipziger Wahlbezirks erfolgt in vorliegenden Quellen nicht |

### Abgeordnete des Bauernstandes
| Wahlbezirk | Abgeordneter                     | stellvertretender Abgeordneter | Bemerkungen |
| ---------- | -------------------------------- | ------------------------------ | ----------- |
| 1          | Hermann Joseph                   | Carl Christian August Pusch    |             |
| 2          | Johann Christoph Huth            | Carl Lindner                   |             |
| 3          | Friedrich Wilhelm Müller         | August Ehrhardt Kirmse         |             |
| 4          | Johann Gottlieb Kleeberg         | Gotthelf Fürchtegott Beck      |             |
| 5          | Christian Traugott Oehmichen     | Christian Wolf                 |             |
| 6          | Johann George Wend               | Johann Gottlieb Fehrmann       |             |
| 7          | Gottlob Fürchtegott Haußwald     | Gustav Adolph Wahle            |             |
| 8          | Carl August Cubasch              | Carl August Thiermann          |             |
| 9          | Wilhelm August Ernst Haden       | Carl Friedrich August Kunzmann |             |
| 10         | Johann Gottlieb Ludwig           | Carl Heinrich Schmidt          |             |
| 11         | Carl Friedrich Wolf              | Johann Gottfried Eulitz        |             |
| 12         | Johann Gottlob Friedrich Pfeifer | Carl Alexander Rudolph         |             |
| 13         | August Friedrich Siegert         | Carl Friedrich Otto Geyer      |             |
| 14         | Carl Joseph Thümer               | Karl August Müller             |             |
| 15         | Carl Ferdinand Oehme             | Johann Traugott Heinrich Lutze |             |
| 16         | Karl Friedrich Wilhelm Heyn      | Karl Heinrich Scheidhauer      |             |
| 17         | Johann George Christoph Neydel   | Carl Gotthilf Nestler          |             |
| 18         | Karl Friedrich Naundorf          | Johann Gottfried Georgi        |             |
| 19         | Johann Gottfried Vogel           | Adam Gottlieb Schwarzenberg    |             |
| 20         | Carl Traugott Speck              | Johann Gottlob Trampel         |             |
| 21         | Gottlieb Scholze                 | Christian Gottlieb Riedel      |             |
| 22         | Christian Gottfried Zimmermann   | Johann Benjamin Mönch          |             |
| 23         | Karl Gottlob Zische              | ?                              |             |
| 24         | Johann Miehle                    | Johann Lehmann                 |             |
| 25         | Johann Kockul                    | Johann Traugott Herrmann       |             |

### Vertreter des Handels und Fabrikwesens
| Bezirk | Abgeordneter              | stellvertretender Abgeordneter | Bemerkungen |
| ------ | ------------------------- | ------------------------------ | ----------- |
| 1      | Christian Traugott Leuner | Franz Ludwig Gehe              |             |
| 2      | Heinrich Poppe            | Gustav Harkort                 |             |
| 3      | Carl Ziegler              | Heinrich Jacob Bodemer         |             |
| 4      | Peter Otto Clauß          | Adolph Hecker                  |             |
| 5      | Robert Georgi             | Eli Evans                      |             |